# Георгиос Бусиос
Георгиос Бусиос (на гръцки: Γεώργιος Μπούσιος) е гръцки политик от XX век.

## Биография

### Деец на гръцката въоръжена пропаганда
Бусиос е роден в 1875 година в македонския град Гревена, тогава Османската империя, днес Гърция. Завършва с отличие търговското училище на Халки и подпомага баща си в мелничарския му бизнес. В 1906 година е избран за общинар в Гревена и работи с митрополит Агатангел Гревенски и с епитропа на митрополията Атанасиос Цамис за подпогамате на гръцките чети, действащи против надигането на румънизма сред местните власи. На 13 май 1906 година заедно с Николаос Кусидис (адвокат), Спирос Евтимиадис (адвокат), Тома Атанасиу Илияс и Йоанис Кинамиотис е арестуван и затворен в Битоля за 40 дни. След ареста им чаршията на Гревена затваря в знак на протест. В началото на декември 1906 година Бусиос и Кусидис са отново затворени в Битоля след като властите залавят шифровани писма. На 17 февруари 1907 година извънредният съд в Битоля ги осъжда по на три години затвор. Освободена си на 2 януари 1908 година след застъпничество на австрийския офицер към Хилми паша Александер Опенхаймер и на патриарх Йоаким III Константинополски пред султана. За активната си дейност в полза на налагането на елинизма, Бусиос е обявен за агент от I ред.

### Османски политик
След Младотурската революция Бусиос и Кусидис са номинирани за кандидати за депутати от Гревена от гръцките консулства Битоля и Еласона, общините и митрополията. Надделява канидатурата на Бусиос, заради участието му в общинските дела и връзките му в другите градове, а Кусидис се отказва сам, за да не разделя гръцките гласове. В санджака гърците успяват да спечелят 63 електори (500 гласа), а турците 38, като в Гревенска каза гърците електори са 21, а турците 3. Така на изборите през октомври 1908 г. Серфидженският санджак излъчва двама гърци депутати - Бусиос от Гревена и Константинос Дризис от Кожани (заместен след оставка през лятото на 1909 г. от адвоката Харисиос Вамвакас), каквато е и първоначалната цел на гръцката партия.
Като депутат, макар и едва на 32 години, Бусиос енергично защитава гръцките интереси. В Цариград заедно с Йон Драгумис и Атанасиос Сулиотис основава вестника „Политики Епитеориси“ (Политически преглед) - четиристраничен политически неделник, в който Бусиос често остро критикува младотурското управление, като дори понякога се подписва като депутат от Серфидже. Поради цензурата вестникът постоянно променя заглавието си - „Дикеа тон Етнон“, „Драсис“, „Елевтеротипия“, „Исополития“, „Синаделфосис“, „Фони“, „Трибюн дес Насионалите“. В края на декември 1909 година, поради антиправителствената статия на Бусиос в „Неологос“ „Гръцко-турският алианс и Критският въпрос“, властите спират издаването на вестника. След убийството на митрополит Емилиан Гревенски в 1911 година Бусиос пише статия, в която обвинява властите, че прикриват истинските виновници за убийството и отказват разследване на случая. Статията излиза в цариградския „Исополития“ и на 2 ноември 1911 година е препечатана и в солунския „Македония“.
В Цариград Бусиос заедно с Дризис и Вамвакас взима участие в основаната от Сулиотис и Драгумис в 1908 година Константинополска организация, която има за цел постепенно овладяване на ключови държавни длъжности в империята от гърци.
През януари 1912 година със султанско ираде парламентът е разпуснат. Критиките на Бусиос към младотурското правителство не му позволяват отново да заеме депутатската банка на изборите през март 1912 година, когато властите чрез изменение на избирателния закон успяват да осигурят избора в Гревена на един мюсюлмански депутат и на протурски настроения Григориос Анагносту с помощта на турски и на румънски гласове.
След като младотурците взимат отново властта в 1913 година, депортират от Цариград Бусиос и затварят вестника „Политики Епитеориси“.

### Гръцки политик
След анексията на Егейска Македония от Гърция в 1913 година, в 1915 година е избран за депутат от Кожани. Подкрепя Йон Драгумис и след убийството му оглавява групата на верните му депутати. Депутат е от август 1915 до септември 1922 и от ноември 1926 до август 1928 г. Става министър на вътрешните работи в правителството на Николаос Триандафилакос.